# Amt Beyenburg
Das Amt Beyenburg war eine Verwaltungseinheit des Herzogtums Berg. Zu ihm gehörten in seiner größten Ausdehnung die Kirchspiele Radevormwald (mit dem später ein eigenes Kirchspiel bildenden Oberhof Remlingrade) und Lüttringhausen (mit dem Oberhof Steinhaus und dem Gebiet des heutigen Ronsdorf), die Grundherrschaft über die Höfe in Barmen unter dem Oberhof Dörnen in den Kirchspielen Elberfeld und Schwelm (später eigenes Kirchspiel Barmen) sowie die Grundherrschaft über die Oberhöfe Möllenkotten und Bransel (ebenfalls Kirchspiel Schwelm). Das von der Burg Beyenburg verwaltete Amt bestand vom 14. Jahrhundert bis 1806.

## Geschichte
Die genaue Entstehung des Amtes Beyenburg ist auf Grund der Quellenlage nicht nachzuweisen, die erste urkundliche Erwähnung erfolgte 1399. Man geht allgemein von einer Gründung durch stetige Gebietserweiterungen gegen Ende des 14. Jahrhunderts aus, indem die Grafen von Berg (1380 zu Herzögen ernannt) die Randgebiete ihres Territoriums in neue Ämter unterteilten, welche die bestehenden Bergischen Altämter (nach einer Urkunde vom 6. September 1363 waren dies: Amt Angermund, Amt Monheim, Amt Mettmann, Amt Solingen, Amt Miselohe, Amt Bornefeld, Amt Bensberg und Amt Steinbach.) ergänzten. Da das Amt Beyenburg nicht in der Amtsliste von 1363 erwähnt wird, dagegen 1399 nachweislich der Urkunden bestand, ist es vermutlich im Zeitraum dazwischen gegründet worden. Allerdings ist in weiteren Urkunden schon 1355 die Rede von Beyenburger Amtmännern. Da die genannten Personen in späteren Urkunden nur in Funktion von allgemeinen gräflichen Verwaltern beschrieben werden, ist es unklar, ob zu diesem Zeitpunkt tatsächlich schon ein Amt bestand oder im Aufbau war.

### Gebietserwerbungen
Die Territorialbildung der bergischen Grafen an der mittleren Wupper darf man sich nicht als eine plötzliche Landnahme vorstellen, sondern als einen stetigen, Jahrhunderte dauernden Prozess des Erwerbs von einzelnen Villikationen mit ihren Oberhöfen, Honnschaften/Bauerschaften, Gemarkungen, Markwäldern und Einzelhöfen, mit deren Besitz zunächst nur die Ausübung der niederen Gerichtsbarkeit und Wahrnehmung von unterschiedlichsten Abgabe-, Patronats- und Bannrechten verbunden war. Die bergischen wie auch die märkischen Grafen gingen aus dem Dienstadel des Kölner Erzbischofs hervor und erwarben als deren Vögte eine stetig wachsende Machtstellung.
Das Besitztum war also zunächst kein geschlossenes, zusammenhängendes Gebiet, das nur einer einzelnen Herrschaft unterstand, sondern war durchsetzt von dem Besitztum und den Rechten anderer weltlicher oder geistlicher Allodialbesitzer und unabhängigen Freigütern. Eine historisch gewachsene Landesherrschaft übte am ehesten das Erzbistum Köln aus, aber auch andere Klöster und Stifte hatten hier teilweise eine vergleichbare Stellung. Zunehmend übernahmen die bergischen Grafen im rechtsrheinischen Raum die vollständige Territorialherrschaft von Kurköln und richteten in diesen Gebieten früh zur Verwaltung mehrere Ämter ein, die zu den sogenannten Altämtern zählten. Während die rheinnahen Bereiche bereits im 12. Jahrhundert gesicherter bergischer Besitz war, waren die Randbereiche wie der mittlere Wupperraum das einzig noch mögliche Expansiongebiet, das durch den zunehmenden Erwerb der Höfe und Rechte in den eigenen Machtbereich überführt werden sollte.
Der historisch derart gewachsene bergische Streubesitz blieb in seiner Struktur teilweise bis in die späte Neuzeit erhalten und bildete so später zum Beispiel zahlreiche Exklaven im späteren märkischen Nachbarterritorium, die weniger durch territoriale Zugehörigkeit, als durch einzelne Rechtsansprüche und Gerichtsbarkeiten definiert waren. Dort errangen die Märker vor den Bergern die Territorialherrschaft, so dass deren Expansionsbestrebungen dort ein Riegel vorgeschoben wurde. Das änderte jedoch nichts an dem bis dahin erworbenen bergischen Besitztum und den damit verbundenen Rechten.
Bergischer Grundbesitz im kurkölnischen oder später märkisch dominierten Gebieten war daher ebenso selbstverständlich wie aufgrund des gleichen Prozesses aus der Gegenrichtung im kleineren Maße märkischer Besitz in bergischen Gebieten. Gebietserwerbungen konnten durch nicht eingelöste Verpfändungen, Wahrnehmung älterer Vogteirechte, Kauf, Erbe oder Heirat stattfinden, aber auch durch Aneignung nach militärischen Auseinandersetzungen.
Oft gab es die Konstellation, dass Höfe, die die bergischen Grafen als Grundherr im Allodialbesitz hatten, andere Landesherren wie den Kölner Erzbischof oder die Grafen von der Mark besaßen. Selbst benachbarte Höfe oder deren Hofesleute einer Honschaft/Bauerschaft waren so abwechselnd nur einer oder gleichzeitig beiden Seiten abgabenpflichtig und unterstanden unterschiedlichen Gerichtsbarkeiten und Dienststellungen bei Waffendiensten. Diese jeweiligen Verpflichtungen der betroffenen Höfe erscheinen heute sehr unübersichtlich und waren es damals nicht minder. Jahrelange Streitereien, ständige Beschwerden der Bauern aufgrund von Doppelbelastungen und entsprechende Kompromisse waren die Folge.
Auf diese Art mehrten die bergischen Grafen zunehmend ihren Einfluss an der mittleren Wupper, ohne zunächst ein vollständig in sich geschlossenes Gebiet beanspruchen zu können. Die Erwerbungen gingen zumeist auf Kosten Kurkölns, da die Grafen von Berg zusammen mit ihren Verwandten, den Grafen von der Mark, in der Schlacht von Worringen 1288 die Oberhoheit der Kölner Erzbischöfe aufhoben und sich als gleichrangige Territorialherrscher durchsetzten. Eine weitere Auseinandersetzung 1301, bei der die Grafen von Berg und Mark sich auf die Seite Königs Albrecht I. gegen den Erzbischof Wigbold von Holte stellten, brach dessen Einfluss an der mittleren Wupper endgültig. Die zuvor kurkölnischen Gebiete im Raum fielen anschließend sukzessive sowohl den Grafen von Berg als ihrer Seitenlinie, den Grafen von der Mark zu. Diese Erstarkung der Grafen von der Mark als unmittelbar benachbarte Territorialherrscher führte zu dem oft militärisch ausbrechenden Konflikt zwischen beiden Häusern – trotz gemeinsamer Abstammung und enger verwandtschaftlicher Beziehung zueinander.
In dieser Zeit begann der Aufbau des Amtes Beyenburg, in dem der Streubesitz in dieser Region immer stärker zu einer geschlossenen Verwaltungseinheit zusammengefasst wurde. Folgende Gebietserwerbungen bildeten bei dessen Gründung das Amt Beyenburg:
- Altbergischer Besitz, Erwerb vor 1189: Die Honschaften Walbrecken und Garschagen (alle Kirchspiel Lüttringhausen) unter dem 1189 erstmals erwähnten Oberhof Steinhaus (später Mosblech) und die Oberhöfe Möllenkotten und Bransel mit ihren zugehörigen Villikationen (beide hauptsächlich im Kirchspiel Schwelm gelegen, das bis zum Beginn des 14. Jahrhunderts zu Kurköln gehörte, spätestens ab 1324 zur Grafschaft Mark). Es ist nicht belegt, ob die Honschaften Erbschlö und Hohenhagen bereits in dieser Zeit zu dem altbergischen Besitz gehörten. Das Fehlen früher Urkunden vor dem 15. Jahrhundert könnten darauf hindeuten, dass die Besiedelung dieser Gebiete erst später nach der Amtsgründung begann. Zeitweise herrschten die bergischen Grafen über den 1176 an sie verpfändeten Oberhof Schwelm. Das Pfand wurde wieder eingelöst und die Berger mussten den Oberhof wieder an Köln übertragen. Das Kirchspiel Lüttringhausen gehörte bis 1407 zum altbergischen Amt Bornefeld.
- 1245: Graf Heinrich IV. erwarb den Hofverband Barmen mit dem späteren Oberhof Dörnen aus dem Besitz des Grafen Ludwig von Ravensberg. Die Höfe lagen zu beiden Seiten der Kirchspiel- und Gogerichtsbezirksgrenze der kurkölnischen Kirchspiele Elberfeld (Dekanat Neuss) und Schwelm (Dekanat Lüdenscheid). Die Dekanats-, Gogerichtsbezirks bzw. Kirchspielgrenze spiegelt sich noch heute in Form der Trennung von Unterbarmen (Niederbarmen) und Oberbarmen wider. Vermutlich wurde Unterbarmen Anfang des 14. Jahrhunderts bergischer Territorialbesitz. Siehe dazu Bauerschaft Barmen.
- Vor 1301: Die Grundherrschaft über den Hof und das Gebiet des späteren Kirchspiels Remlingrade. Wie in Steinhaus stifteten die Bergischen Grafen hier eine Kapelle, die als bergischer Besitz nicht dem zuständigen Kirchspiel Radevormwald unterstand.
- 1301 bis 1305: Das Kirchspiel Radevormwald als Annexion von dem kurkölnischen Lehen Freigrafschaft Volmarstein. Mit der Erhebung des zentralen Ortes Radevormwald zur Stadt zwischen 1309 und 1316 festigten die bergischen Grafen den Neubesitz, gleichzeitig unterlag die Stadt wie der Ort Lüttringhausen damit nicht der Gerichtsbarkeit des Amtes.

### Die Burg Beyenburg als Amtssitz

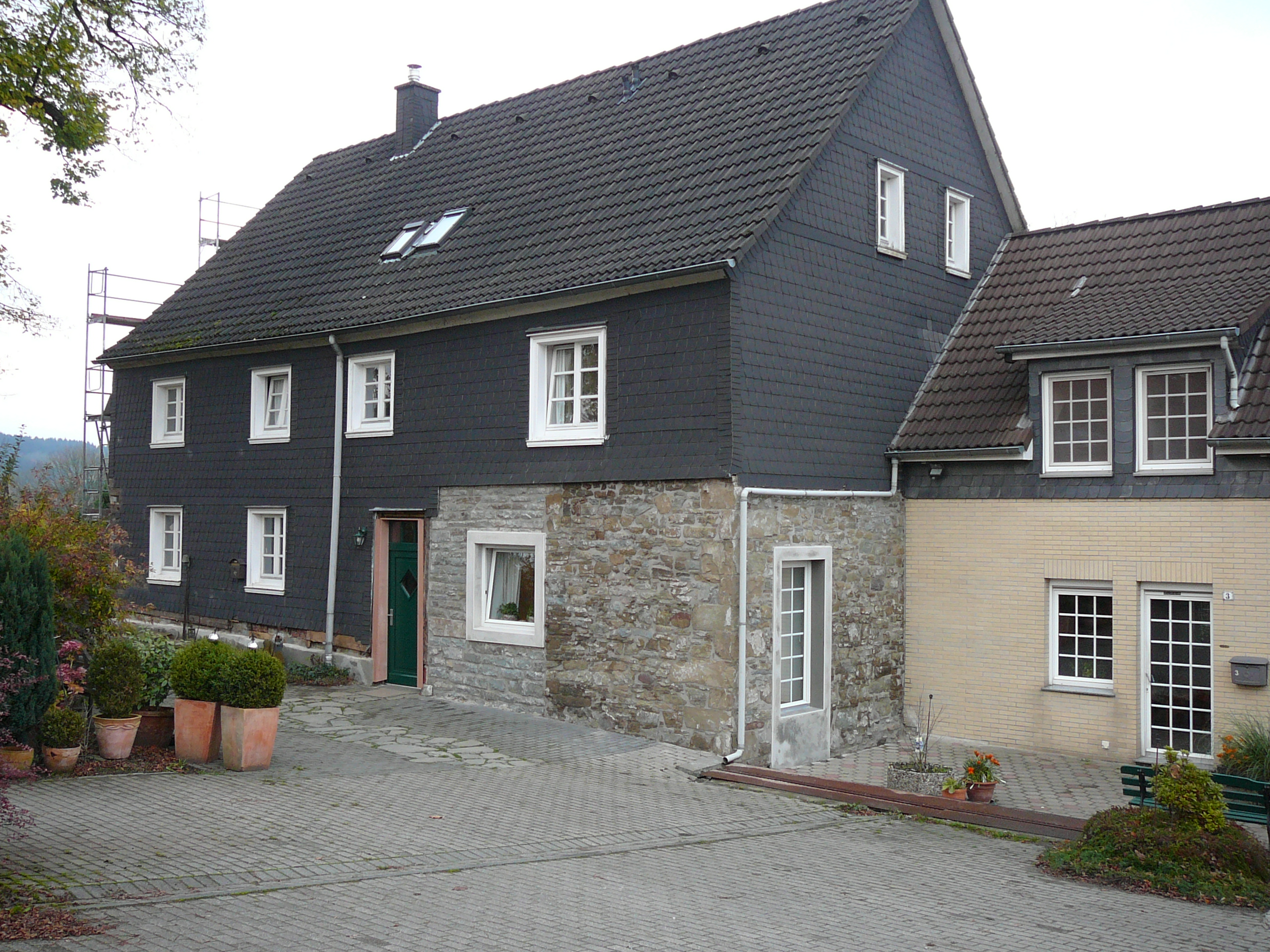
Das Hofgut Steinhaus aus dem späten 18. Jahrhundert

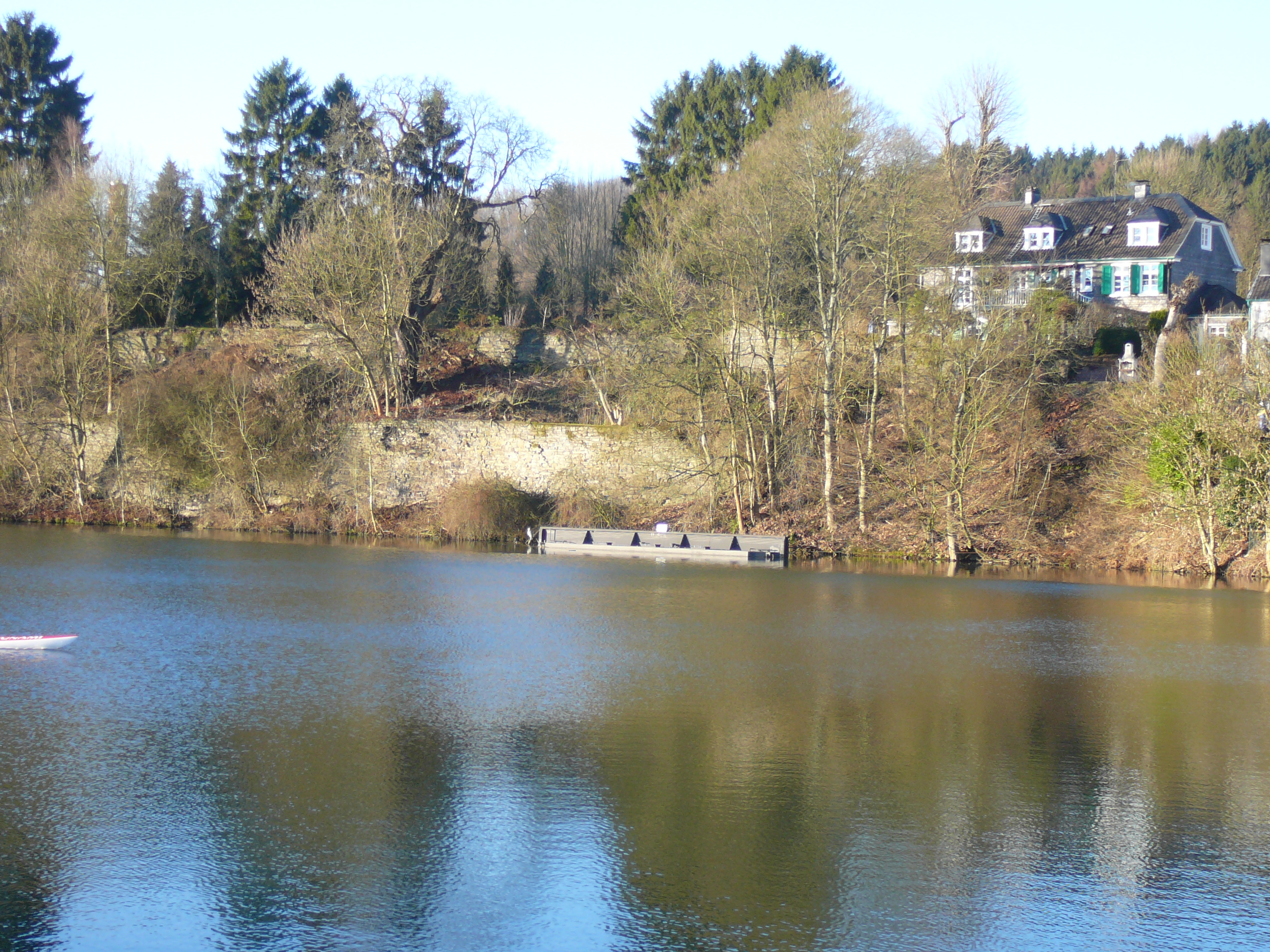
Burgstall der Burg Beyenburg

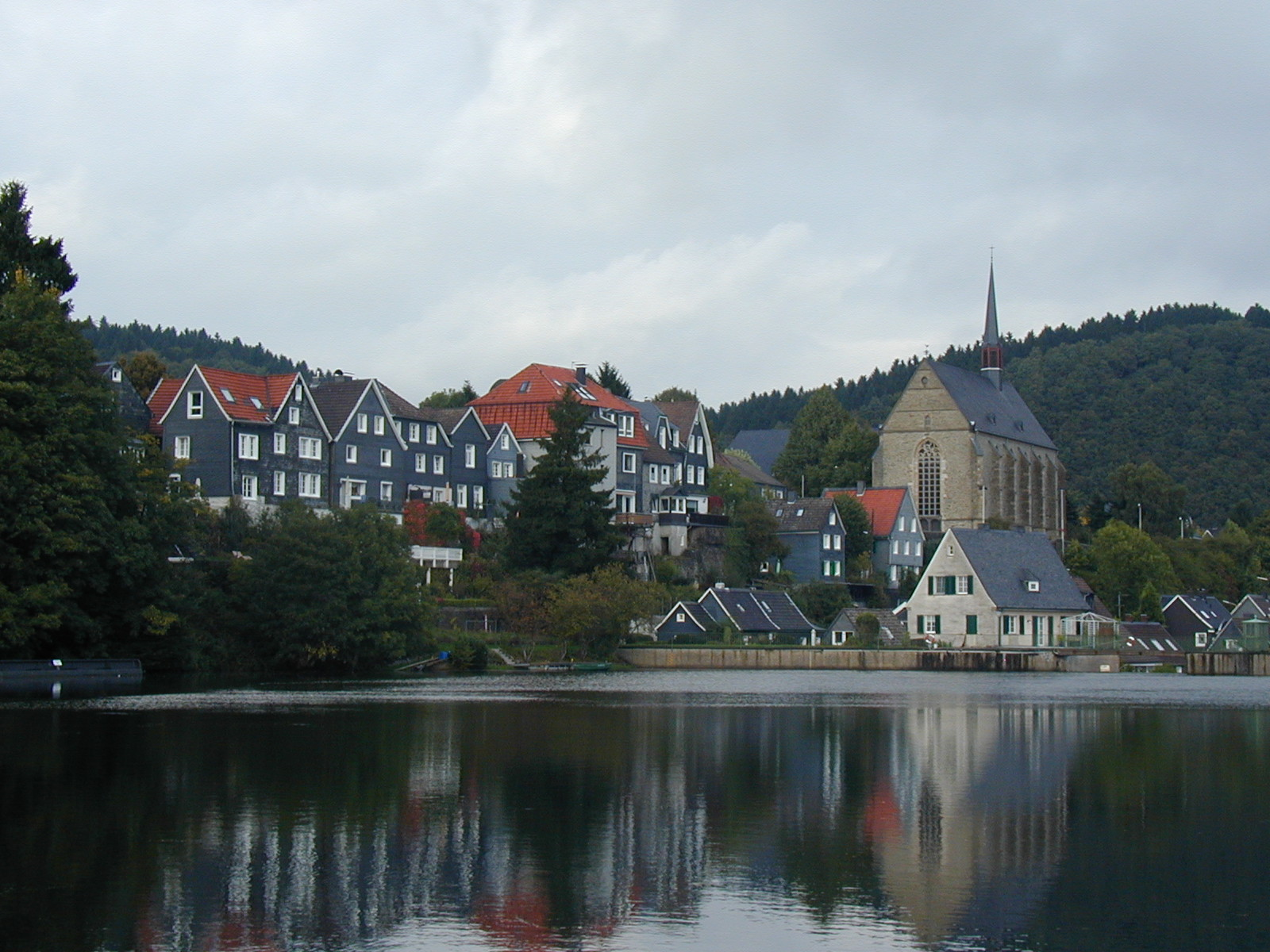
Beyenburg mit der Klosterkirche des Klosters Steinhaus

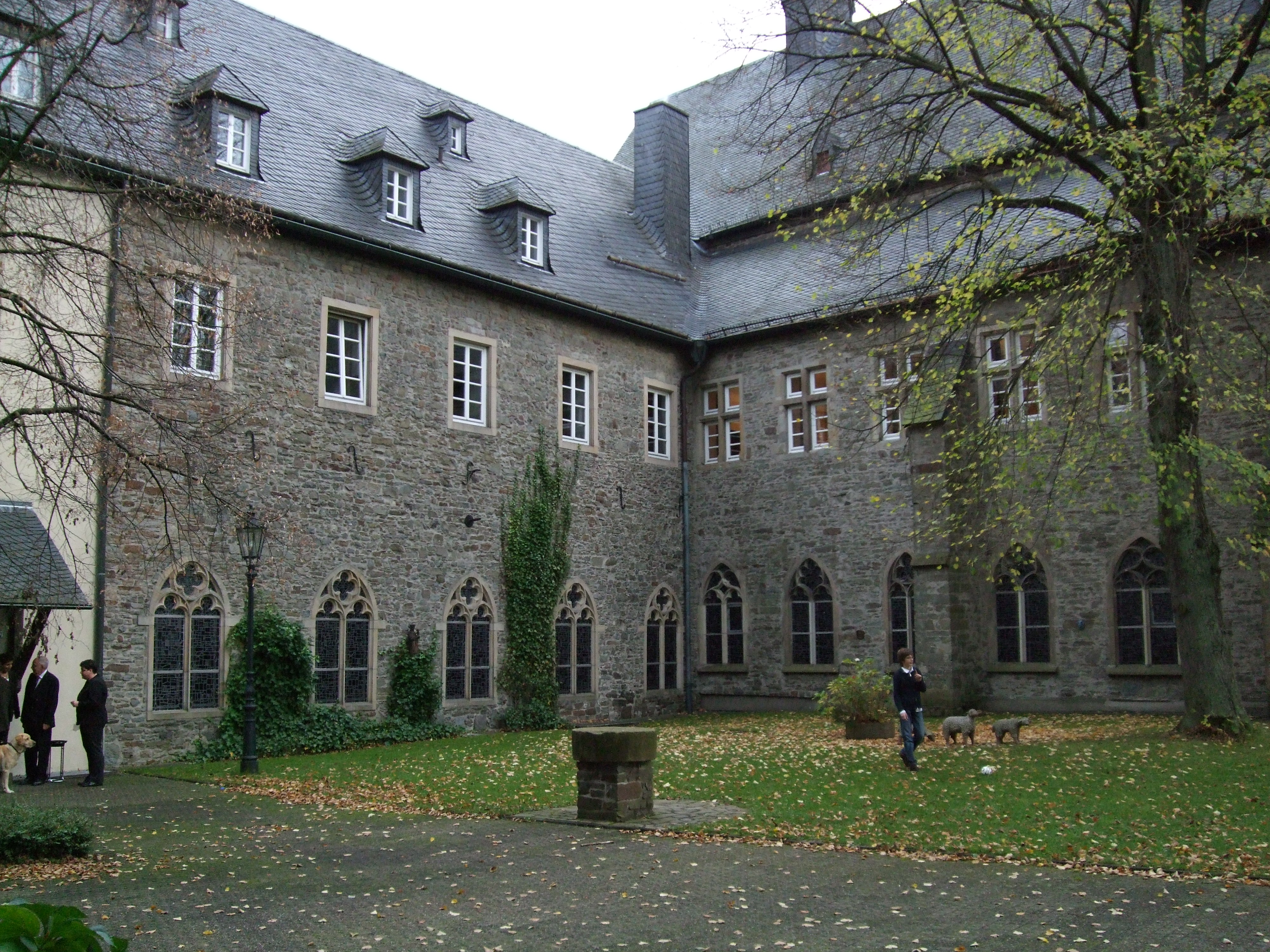
Innenhof des Klosters

Die zahlreichen Erwerbungen verbanden sich im Laufe der Zeit zu einem fast geschlossenen Gebiet und wurden schließlich in dem Amt Beyenburg zusammengefasst. Amtssitz wurde die Burg Beyenburg, die vor 1339 (Jahr der erstmaligen Erwähnung) auf dem Beyenberg im Wuppermäander unterhalb des Oberhofs Steinhaus im heutigen Wuppertaler Stadtteil Beyenburg errichtet wurde.
Bis 1296 wurde die Grundherrschaft über die umgebenden Höfe vom befestigten Oberhof Steinhaus ausgeübt, der in diesem Jahr nach einer Schenkung durch den Grafen Adolf V. von Berg in den Besitz des Kreuzherrenorden überging. Neuer Oberhof wurde der benachbarte Hof Mosblech. Um 1303/04 wurde die Schenkung von Adolf VI. von Berg um den nahen Beyenberg erweitert, wo die Mönche das neue Kloster Steinhaus errichteten.
Im Gegenzug zu finanziellen Zugeständnissen übertrugen die Mönche schließlich den Bauplatz der Burg Beyenburg neben dem Kloster an den bergischen Grafen zurück, der vermutlich dort sogleich mit dem Bau oder der Erweiterung der Feste begann. Unterhalb der Burg und dem Kloster entstand am Fuße des Beyenbergs die Freiheit Beyenburg, die aus zwei Dutzend Häusern und einer Wassermühle (Bannmühle) bestand.
Der Amtssitz lag zwar formal an der Grenze zum kurkölnischen (spätestens ab 1324 märkischen) Schwelm, war dennoch mit Bedacht dort errichtet worden. Durch Wildbannrechte und die Gerichtsbarkeit in der benachbarten Schwelmer Mehrenberger Mark sowie den Besitz der Oberhöfe Möllenkotten und Bransel im Schwelmer Kirchspiel besaßen die bergischen Grafen/Herzöge auch im benachbarten, märkisch beanspruchten Territorium eine große Machtposition, starke Rechte und Einfluss, so dass sich die Grenzlage der Beyenburg relativierte. Territorial in Randlage, war die Burg dennoch im Zentrum des faktischen Einflussgebietes. Ein weiterer Grund für den Bauort war die Kontrolle des Heerwegs Köln–Dortmund, der unweit der Burg die Wupper auf der 1339 erstmals erwähnten Beyenburger Brücke überquerte. Man erhob Brückenzoll, kontrollierte Personen, besteuerte importierte Waren und stellte bezahlten Geleitschutz für den weiteren Weg nach Köln.
Zudem war der Beyenberg mit Kloster und Burg von drei Seiten von der Wupper umgeben. Da die offene vierte Seite der Wupperschleife nur einhundert Meter breit ist, konnte sie mit einer Burgmauer und einem Wachturm ebenfalls gut gesichert werden. Die Versorgung mit Wasser war während einer Belagerung jederzeit gewährleistet, da der Brunnen zum Wupperniveau nicht tief angelegt werden musste. In strategischer Hinsicht bot dieser Standort daher große Vorteile.

### Zeitweiliger Verlust des Amtes von 1397 bis 1420
1397 versuchte Wilhelm II. von Berg Ansprüche an seine Neffen Adolf von Kleve und Dietrich II. von der Mark geltend zu machen. Er unterlag in der Schlacht von Kleverhamm seinen Neffen und wurde gefangen genommen. Um die gewaltige Summe von 3.000 Goldschilde zur Freilassung aufbringen zu können, verpfändete er in der Folge bis 1399 große Teile seines Besitzes an die Sieger, darunter die Burg Elberfeld und das Amt Beyenburg mit Unterbarmen. Die Verpfändungsurkunde von 1399 ist die erste urkundliche Nennung des Amtes.
Die drei Söhne Wilhelms II. von Berg, Adolf, Gerhard und Wilhelm, fanden sich mit dem Verlust nicht ab, besetzten das väterliche Schloss in Düsseldorf, entmachteten temporär ihren Vater und begannen eine militärische Auseinandersetzung mit ihren märkischen Vettern. Die sich anschließenden Kämpfe bildeten den Höhepunkt der bergisch-märkischen Fehdewesens. Im Laufe dieser Auseinandersetzungen wurde unter anderem die Stadt Radevormwald von den Märkern erobert und die Stadtmauer wurde geschleift.
Nach dem Tod Dietrichs II. von der Mark vermutlich während der Belagerung der Burg Elberfeld fiel die Grafschaft Mark an Adolf von Kleve. Die Bergischen begannen sich durchzusetzen, erhielten vermutlich schon kurz nach 1399 (spätestens 1420 war das Amt Beyenburg mit Barmen wieder bergisch) ihr Unterbarmer Besitztum zurück und dehnten ihren Territorialbesitz auf den märkischen Teils Barmens aus. Ob dieser Zugewinn auf Kosten Marks durch militärische Gewalt oder durch eine Einigung stattfand, ist nicht überliefert. Bis 1420 verlagerte sich die Grenze des Bergisch beherrschten Territorium jedenfalls nach Osten zum Bach Schellenbeck. Sie verpfändeten das Amt anschließend an Eberhard von Limburg, der zuvor Burgherr der Burg Elberfeld war und als ein treuer Gefolgsmann Adolf VII. von Berg galt. Das Pfandgeld diente der Auffüllung der knappen Landeskasse.

### Spätere Gebietserwerbungen
Nach der Gründung des Amtes Beyenburg kamen weitere Gebiete hinzu:
- 1407: Am 8. Dezember 1407 wurde das gesamte Kirchspiel Lüttringhausen vom Amt Bornefeld abgetrennt und an Eberhard von Limburg verpfändet, der es spätestens um 1420 in sein Amt Beyenburg einfügte. Der 1365 zur Freiheit ernannte Ort Lüttringhausen selbst blieb während der gesamten Ämterzeit ein Lehen der Familie von Bottlenberg (ab 1240) und unterstand somit nicht dem bergischen Amtmann und dessen Gerichtsbarkeit, wohl aber der Oberhoheit der bergischen Herzöge.

### Amtleute und Verwaltungshierarchie

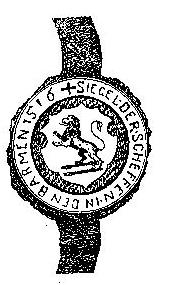
Scheffensiegel von 1516 Barmen Amt Beyenburg

Das Amt wurde von einem adeligen Amtmann verwaltet, der seinen offiziellen Amtssitz auf Beyenburg hatte, in der Regel später auf seiner teilweise weit entfernten Heimatfeste residierte. Die Burg Beyenburg diente daher im Spätmittelalter und Neuzeit den bergischen Herzögen oftmals als Amtssitz, wenn sie in diesem Bereich ihres Territoriums Hof hielten. Zumeist kam der Amtmann aufgrund von Verpfändung des gesamten Amtes durch die bergischen Herzöge in dessen Besitz und konnte so persönlich wirtschaftlich von den erhobenen Abgaben profitieren. Das Amt war zudem an dessen Nachkommen vererbbar.
Dem Amtmann unterstanden ein fiskalischer Amtswalter, der sogenannte Kellner oder Rentmeister, und ein Richter (Holzrichter) für die Gerichtsbarkeit. Der Richter war nur für die Gerichtsbarkeit berufen, die in der Zuständigkeit der herzoglichen Zentralgewalt stand, sowie der Halsgerichtsbarkeit. Die Honnschaften und Hofverbände besaßen dagegen nach wie vor ihre traditionelle interne Hofgerichtsbarkeit. Die Vollhöfe stellten bei der niederen Gerichtsbarkeit die Schöffen.

### Spätmittelalter und Neuzeit
Von 1427 erbte die Ritterfamilie Quade das an Eberhard von Limburg († 1426) verpfändete Amt und übte bis 1505 die Amtsrechte im Amt Beyenburg aus. Anschließend fiel es an Graf Philipp II. von Waldeck, dessen Familie es bis 1593 im Besitz hatte. Von 1597 bis 1607 übte Simon VI. zur Lippe die Amtsgewalt aus. Mit seinem Tod lösten die Bergischen Herzöge das Pfand wieder aus und setzten Johann von Wylach als Amtmann ein. Sein Gehalt betrug neben diversen Naturalien 50 Goldgulden pro Jahr. Zugleich übernahm er das benachbarte Amt Bornefeld, was ihm weitere 50 Goldgulden einbrachte.

### Gliederung des Amtes
Das Amt war in verschiedene Gerichtsbezirke aufgeteilt, die wiederum aus mehreren Honschaften und Bauerschaften bestanden. Das Hauptgericht war am Hof Mosblech nahe dem Amtssitz an der Beyenburg beheimatet.
Zu den Untergerichten gehörte im 18. Jahrhundert:
1. das Gericht Lüttringhausen mit der Honschaft Garschagen, der Honschaft Hohenhagen und der Honschaft Walbrecken.
2. das Gericht Ronsdorf für die Stadt Ronsdorf und die Honschaft Erbschlö.
3. das Gericht Rade vorm Wald mit der Stadt Radevormwald, der Bauerschaft Borbeck, der Bauerschaft Oberönkfeld und der Bauerschaft Niederönkfeld.
4. das Gericht Remlingrade mit dem Kirchspiel Remlingrade und den Höfen Ober- und Niederklütungen.
5. das Gericht Barmen mit dem Hauptort Gemarke, Ober- und Unterbarmen, Wichlinghausen, Wupperfeld, Leimbach und Rittershausen

### Liste der Amtleute
Folgende Amtmänner sind urkundlich belegt:
| Name                                                                       | Urkundliche Erwähnung als Amtmann              |
| -------------------------------------------------------------------------- | ---------------------------------------------- |
| Peter von Kalkum                                                           | 1355–1360, 1362                                |
| Konrad von Eller                                                           | 1360?                                          |
| Heinrich von dem Bottlenberg gen. Schirp                                   | 1360, 1361, 1365, 1366, 1368                   |
| Heinrich von Wyenhorst                                                     | 1371–1373                                      |
| Ludwig von Rott                                                            | 1390                                           |
| Hermann von Winkelhausen                                                   | 1392                                           |
| Eberhard von Limburg                                                       | 1393–1396                                      |
| Johann von Wyenhorst                                                       | 1397, 1398, 1399                               |
| Johann von Winkelhausen                                                    | 1404                                           |
| Johann Quad                                                                | 1429, 1434, 1435, 1437, 1438, 1442, 1448, 1451 |
| Johann vom Haus                                                            | 1459, 1451?                                    |
| Johann von Scheydingen                                                     | 1452                                           |
| Wilhelm Quad                                                               | 1453, 1467                                     |
| Sophie von Burtscheid (Witwe des Wilhelm Quad in Regentschaft ihrer Söhne) | 1475                                           |
| Stephan Quad                                                               | 1492, 1499, 1505                               |
| Wilhelm von Pilsum                                                         | 1571–1602                                      |
| Hermann Kirchmann                                                          | 1602–1607                                      |
| Johann Wilhelm von Hugenpoet                                               | 1634–1660                                      |

### Dreißigjähriger Krieg
Im Dreißigjährigen Krieg gestattete Herzog Wolfgang Wilhelm von Pfalz-Neuburg auf Anweisung Erzherzogs Albrecht VII. spanischen Einheiten, sich im Bergischen Land einzuquartieren. Die Einwohner wurden angewiesen, Räumlichkeiten, Kochstellen und Haushaltswäsche mit den Spaniern zu teilen, wobei die beste Kammer den Besitzern vorbehalten blieb. Ein Bett war für zwei Soldaten oder einen Soldaten mit Frau bereitzustellen. Eigentlich war vorgesehen, dass sich die Soldaten mit Nahrungsmitteln selbst versorgten – mit ausbleibendem Sold unternahmen diese zum Leidwesen der Bevölkerung regelmäßig Plünderungen. Mit der Soldateska kamen zudem Seuchen wie die Pest in das Amt, so 1630, 1632 und 1634, an denen ein Drittel der Bevölkerung starb.
Am 26. Dezember 1632 kam es zwischen den Wachen des Beyenburger Amtshauses und schwedischen Soldaten zu einer Schießerei, wobei die Wachen aufgrund ihrer schlechteren Bewaffnung – sie bemängelten das Fehlen von zugesagten Handgranaten und behalfen sich alternativ mit Steinwürfen – ins Hintertreffen gerieten und flohen. Die Schweden besetzten das Amtshaus und quartierten sich in Beyenburg ein. 1642 (laut anderen Quellen 1646) schleiften sie die Burg Beyenburg bis auf die Grundmauern. Die Burg wurde nicht wieder aufgebaut.
1635 plünderten die Truppen das gesamte Bergische Land und richteten enormen Schaden an, stahlen so gut wie alle beweglichen Güter und das Vieh. Nur diejenigen, die sich hinter die Stadtmauern gerettet hatten, waren um den Preis des Verlustes ihrer unbeweglichen Habe halbwegs geschützt. Selbst dieser geringe Schutz endete gegen Ende des Krieges, als im Februar 1646 hessische Soldaten in das Bergische Land kamen. Vor ihrem Abzug zerstörten die Soldaten unter Oberst Carl von Rabenhaupt die Stadtmauern von Lennep, Wipperfürth und Radevormwald. Nach dem Westfälischen Frieden blieben viele Soldaten im Areal und sorgten für weiterführenden Spannungen mit der einheimischen Bevölkerung. Erst im Juli 1651 gingen die Truppen nach langwierigen Verhandlungen wieder zurück in ihre Heimat. Selbst ein halbes Jahrhundert später hatte sich die Bevölkerung von der Kriegszeit noch nicht erholt, es mangelte an allem, der Wiederaufbau kam nur langsam voran.

### Vorindustrielle Zeit
1715 kartierte Erich Philipp Ploennies in seiner Topographia Ducatus Montani das Bergische Land und somit das Amt Beyenburg. Seine Aufzeichnungen sind heute eine wertvolle Quelle der damaligen Siedlungs- und Wirtschaftsgeschichte.
Mit dem rasanten Wachstum der Barmer Industrie und des davon profitierenden Bürgertums verlagerte sich im 18. Jahrhundert das kulturelle und wirtschaftliche Zentrum des Amtes mehr und mehr nach Barmen, auch übernahmen die lokalen Barmer Behörden immer mehr der Verwaltungsaufgaben des Amtes. Die selbstbewussten Barmer scheuten sich bald nicht, das Amt als Amt Barmen zu bezeichnen und drängten so den alten Amtssitz Beyenburg in den Hintergrund. Ein Amt Barmen als solches hat nie existiert, Barmen war bis zu der Auflösung der bergischem Ämter immer Bestandteil des Amtes Beyenburg.

### Auflösung des Amtes
Unter der französischen Besetzung wurde das Amt 1806 aufgelöst und fiel 1815 nach dem Abzug der Franzosen zusammen mit dem Rest des Großherzogtums Berg an Preußen. Die sofort eingeleitete Verwaltungsreform teilte das ehemalige Amtsgebiet in unterschiedliche Kreise auf.

## Ausdehnung des Amtes
In seiner größten Ausdehnung umfasste das Amt Beyenburg das Gebiet der heutigen Wuppertaler Stadtteile Beyenburg, Barmen, Ronsdorf, Heckinghausen, Herbringhausen, den südöstlichen Teil von Oberbarmen, den Remscheider Stadtteil Lüttringhausen sowie das gesamte Stadtgebiet von Radevormwald mit angrenzenden Teilen vom heutigen Breckerfeld.
Im Norden grenzte es auf der Wasserscheide der Flusssysteme Wupper und Ruhr an den Besitz Einern des Klosters Werden (die Grafen von Mark übten hier das Vogteirecht aus) und entlang des Bachs Schellenbeck an die Grafschaft Mark im Nordosten. Im Westen trennten der Mirker Bach, der Bendahler Bach und die Gelpe das Amt Beyenburg von dem kurkölnischen Kirchspiel Elberfeld, das 1176 als Pfand von Kurköln unter bergischen Einfluss kam, um 1428 ständiger bergischer Besitz wurde und anschließend das Amt Elberfeld bildete. Im Süden bildeten Morsbach und Müggenbach einen Teil der Grenze zum bergischen Amt Bornefeld. Die Wupper trennte es anschließend von der ehemals eigenständigen Grafschaft Hückeswagen (1260 aufgegangen im Amt Bornefeld), dann bildete der Wiebach und die Bever die Südgrenze zum bergischen Amt Steinbach. Von der Grafschaft Mark war das Amt Beyenburg durch die Ennepe, Freebach und den Brebach sowie flussabwärts der Beyenburg wieder durch die Wupper getrennt.

### Enklaven, Exklaven und die „Bergischen Leute“ in der Grafschaft Mark
Innerhalb des Amtes Beyenburg gab es Siedlungen, in denen dem Beyenburger Amtmann nur eingeschränkte Rechte zustanden. Solche Enklaven bildeten die Stadt Radevormwald sowie das bergische Lehen der Ministerialadelsfamilie von Bottlenberg, das aus dem Herrenhof Lüttringhausen und den ihm zugeordneten Bauernhöfen bestand.
Zum Amt gehörten Beyenburg dagegen zusätzlich als Exklaven die Oberhöfe Möllenkotten und Bransel in der Grafschaft Mark, mit ihren Hofesgütern und Waldrechten unter anderem im heutigen Schwelm, Sprockhövel, Ennepetal, Breckerfeld und Halver besaßen. Hier waren die bergische Herzöge Grundherr mit Einkünften und eigenen Hofgerichten, wobei die märkischen Grafen die Territorialherrscher waren. Naturgemäß sorgte diese Konstellation von bergischen Rechten innerhalb des märkischen Territoriums für ein langandauerndes Konfliktpotential.
Aus unterschiedlichen Ursachen gab es zusätzlich mehrere hundert „bergische Leute“ tief im märkischen Territorium, die zunächst ausschließlich den bergischen Herzögen abgabepflichtig, aber nur zum Teil mit bergischen Grundherrschaften innerhalb der Grafschaft Mark verbunden waren. Diese Personen, die im gesamten märkischen Territorium von Sprockhövel über Hagen, Altena, Halver, Lüdenscheid, Herscheid, Kierspe bis Meinerzhagen zu finden waren, unterstanden ebenfalls dem Amt Beyenburg. Die Versuche der märkischen Grafen, diese Leute alleine ihrer Herrschaft zu unterstellen und selbst zu besteuern, sorgte regelmäßig und noch bis ins 18. Jahrhundert für Streit, der durch verschiedene Kompromisse meist wieder vertraglich beigelegt werden konnte.